# 淡濱尼高速公路
淡濱尼高速公路（英語：Tampines Expressway），簡寫TPE，是新加坡東北角的一條高速公路，在近新加坡樟宜機場附近連接泛島高速公路，在島北部連接中央高速公路及實里達高速公路。

## 歷史
淡濱尼高速公路於1980年代聯同淡濱尼新市鎮發展一同興建。1986年2月22日，淡濱尼高速公路首段進行招標。1986年8月5日，現有的淡濱尼路開始擴闊。高速公路首段由泛島高速公路至伊萊雅路於1987年9月30日通車。
1987年11月19日，高速公路第二期合約批出，由伊萊雅路向西延伸至羅弄哈魯士，1987年12月24日開工，1989年5月30日通車。
1990年代，淡濱尼高速公路進一步延長連接中央高速公路和實里達高速公路，同時服務盛港和榜鵝新市鎮。1992年8月30日，公共工程局宣佈榜鵝天橋開工。高速公路於1996年8月羅弄哈魯士交匯處完工後全線完工。

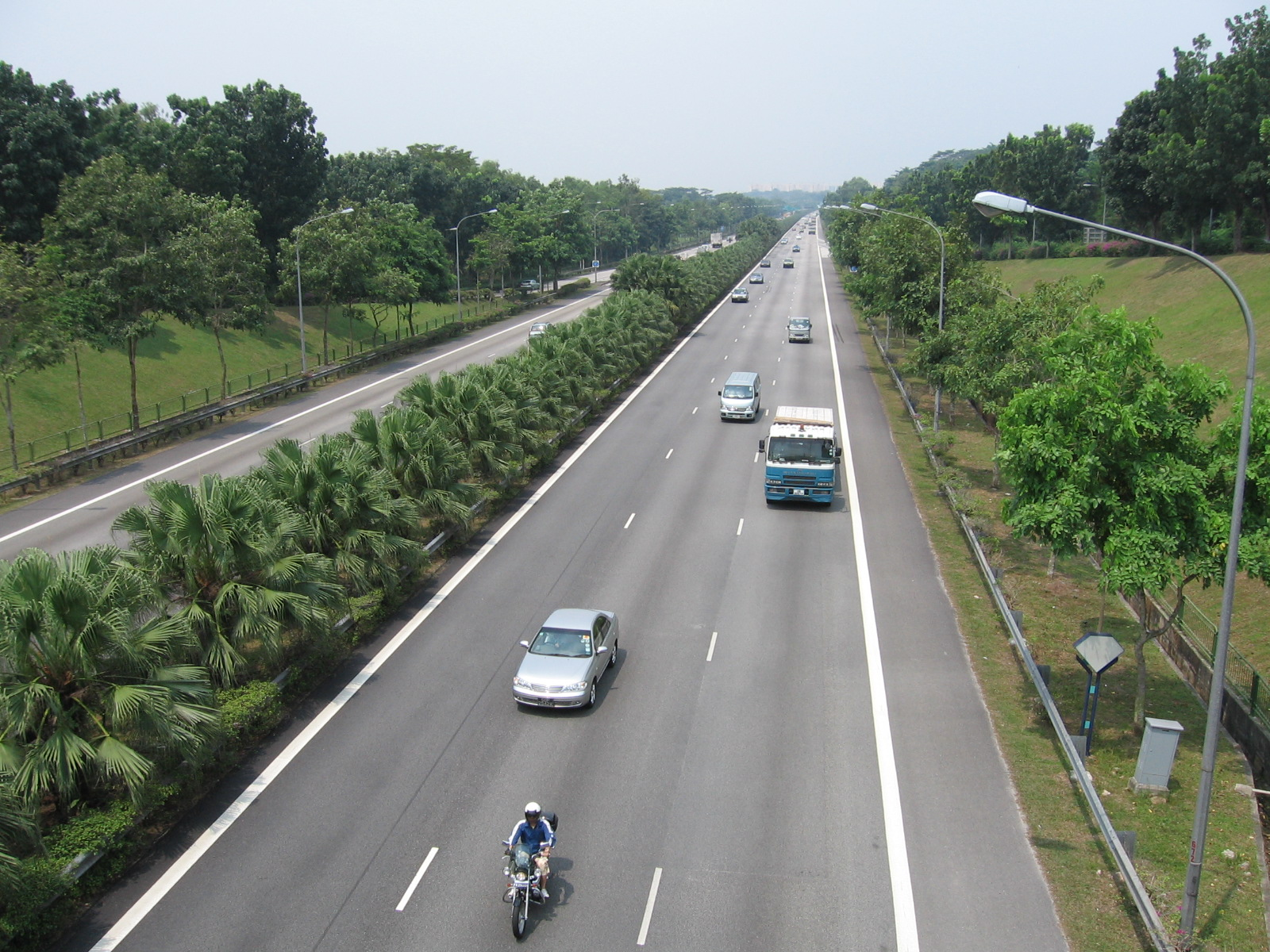
淡濱尼高速公路

## 外部連結
- 维基共享资源上的相關多媒體資源：淡濱尼高速公路
- Traffic camera monitoring the TPE （页面存档备份，存于）